# A Girl Named Jo/Episodenliste
Diese Episodenliste enthält alle Episoden der US-amerikanischen Webserie A Girl Named Jo, sortiert nach der US-amerikanischen Erstveröffentlichung. Sie umfasst derzeit 3 Staffeln mit 23 Episoden.

## Übersicht
| Staffel | Episodenanzahl | Erstveröffentlichung | Erstveröffentlichung |
| Staffel | Episodenanzahl | Staffelpremiere      | Staffelfinale        |
| ------- | -------------- | -------------------- | -------------------- |
| 1       | 8              | 3. Juli 2018         | 21. August 2018      |
| 2       | 7              | 8. Januar 2019       | 19. Februar 2019     |
| 3       | 8              | 18. Juni 2019        | 6. August 2019       |

## Staffel 1
Die erste Staffel wurde vom 3. Juli bis zum 21. August 2018 auf dem Videoportal YouTube veröffentlicht.
| Nr. (ges.) | Nr. (St.) | Originaltitel          | Erstveröffentlichung USA | Länge   |
| ---------- | --------- | ---------------------- | ------------------------ | ------- |
| 1          | 1         | Come Together          | 3. Juli 2018             | 20 Min. |
| 2          | 2         | Suspicious Minds       | 10. Juli 2018            | 16 Min. |
| 3          | 3         | Runaway Girl           | 17. Juli 2018            | 15 Min. |
| 4          | 4         | I Can't Help Myself    | 24. Juli 2018            | 13 Min. |
| 5          | 5         | Stand by Me            | 31. Juli 2018            | 17 Min. |
| 6          | 6         | Ain't That Good News   | 7. Aug. 2018             | 18 Min. |
| 7          | 7         | Hard Headed Woman      | 14. Aug. 2018            | 18 Min. |
| 8          | 8         | Shake, Rattle and Roll | 21. Aug. 2018            | 23 Min. |

## Staffel 2
Die zweite Staffel wurde vom 8. Januar bis zum 19. Februar 2019 auf dem Videoportal YouTube veröffentlicht.
| Nr. (ges.) | Nr. (St.) | Originaltitel        | Erstveröffentlichung USA | Länge   |
| ---------- | --------- | -------------------- | ------------------------ | ------- |
| 9          | 1         | Oh, Brother          | 3. Jan. 2019             | 20 Min. |
| 10         | 2         | Pairs                | 15. Jan. 2019            | 18 Min. |
| 11         | 3         | Chemistry            | 22. Jan. 2019            | 15 Min. |
| 12         | 4         | Buy Cheap, Buy Twice | 29. Jan. 2019            | 18 Min. |
| 13         | 5         | Dangerous Liaisons   | 5. Feb. 2019             | 19 Min. |
| 14         | 6         | The Path We Pave     | 12. Feb. 2019            | 18 Min. |
| 15         | 7         | The Strangest Dream  | 19. Feb. 2019            | 22 Min. |

## Staffel 3
Die dritte Staffel wurde vom 18. Juni bis zum 6. August 2019 auf dem Videoportal YouTube veröffentlicht.
| Nr. (ges.) | Nr. (St.) | Originaltitel      | Erstveröffentlichung USA | Länge   |
| ---------- | --------- | ------------------ | ------------------------ | ------- |
| 16         | 1         | Summer of 64       | 18. Juni 2019            | 12 Min. |
| 17         | 2         | World’s Fair       | 25. Juni 2019            | 10 Min. |
| 18         | 3         | Small Packages     | 2. Juli 2019             | 13 Min. |
| 19         | 4         | Outside Jobs       | 9. Juli 2019             | 12 Min. |
| 20         | 5         | Underground        | 16. Juli 2019            | 10 Min. |
| 21         | 6         | Mrs. Hollingsworth | 23. Juli 2019            | 18 Min. |
| 22         | 7         | Fairgrounds        | 31. Juli 2019            | 16 Min. |
| 23         | 8         | Allen's Arcade     | 6. Aug. 2019             | 13 Min. |